# Ademola Okulaja
Ademola Okulaja, né le 10 juillet 1975 à Lagos au Nigeria et mort le 16 mai 2022, est un joueur allemand de basket-ball évoluant au poste d'ailier fort.

## Biographie
Le 12 juillet 2010, il annonce qu'il prend sa retraite de basketteur professionnel.
Après sa carrière de joueur, il devient agent de joueurs.

## Clubs successifs
- 1993-1995 :  ALBA Berlin
- 1995-1999 :  Tar Heels de la Caroline du Nord (NCAA)
- 1999-2000 :  ALBA Berlin
- 2000-2001 :  CB Girona
- 2001-2002 :  FC Barcelone
- 2002-2003 :  Unicaja Malaga
- 2003 :  Joventut de Badalone
- 2003-2004 :  CB Girona
- 2004 :  Benetton Trévise
- 2004-2005 :  Pamesa Valencia
- 2005-2006 :  RheinEnergie Cologne
- 2006-2007 :  BC Khimki Moscou
- 2007 :  Etosa Alicante
- 2007-2009 :  Brose Baskets

## Palmarès
- Vainqueur de la coupe Korać en 1994-95
- Médaille de bronze aux championnats du monde de 2002 avec l'Allemagne

## Vie privée
Okulaja est né au Nigeria mais il part à Berlin avec sa famille à l'âge de trois ans. En 1995, il est diplômé à l'école John F. Kennedy de Berlin, avant de partir à l'université de la Caroline du Nord.